# Herold Georg Wilhelm Johannes Schweickerdt
Herold Georg Wilhelm Johannes Schweickerdt ( 1903 - 1977 ) fue un botánico alemán.
Fue curador del Jardín Botánico de la Universidad Georg August de Göttingen, de 1940 a 1964.
Se destacó por la obtención de especímenes de África, que se resguardan en la actualidad entre Alemania y Sudáfrica

## Honores
La Universidad de Pretoria nombra en su honor al "Herbario H.G.W.J. Schweikerdt" 

### Eponimia
- (Aloaceae) Gasteria schweickerdtiana Poelln.[2]

- (Asclepiadaceae) Caralluma schweickerdtii Oberm.[3]

- (Cyperaceae) Schoenoxiphium schweickerdtii Merxm. & Podlech[4]

- (Eriocaulaceae) Eriocaulon schweickerdtii Moldenke[5]

- (Tiliaceae) Grewia schweickerdtii Burret[6]
- La abreviatura «Schweick.» se emplea para indicar a Herold Georg Wilhelm Johannes Schweickerdt como autoridad en la descripción y clasificación científica de los vegetales.[7]